# Riku Matsuda (fotbollsspelare född 1991)
Riku Matsuda (松田 陸 Matsuda Riku?), född 24 juli 1991 i Osaka prefektur, är en japansk fotbollsspelare.
Matsuda började sin karriär 2014 i FC Tokyo. Han spelade 16 ligamatcher för klubben. 2016 flyttade han till Cerezo Osaka. Med Cerezo Osaka vann han japanska ligacupen 2017 och japanska cupen 2017.